# Želva tečkovaná
Želva tečkovaná (Clemmys guttata) je druh želvy, jedná se o jediný taxon rodu Clemmys.

## Popis
Jedná se o menší želvu. Délka krunýře činí 8–12 cm. Krunýř může být zbarven od černé do modročerné se žlutými tečkami, které se nachází i na hlavě a na končetinách.
Samci mají konkávní plastron a dlouhý, tlustý ocas. Samice mají plochý nebo vypouklý plastron a ocas znatelně kratší a tenčí než ocas dospělých samců. Samci také mají tmavou hlavu a duhovku. Samice mají žlutou nebo oranžovou duhovku a podobně zbarvenou hlavu. Mláďata se jeví spíše jako samice a samci se začínají zbarvovat až během dospívání.
Želvy skvrnité jsou všežravci, svou kořist aktivně loví.

## Výskyt
Želvy tečkované obývají různé mělké sladkovodní oblasti, jako jsou zaplavené lesy, bažiny, vlhké louky a lesní potoky v jižní Kanadě (Ontario) a na východě USA (na východě od Velkých jezer a na východě od Apalačských hor).

## Taxonomie
Želva tečkovaná patří do rodu Clemmys, který zahrnoval také 3 další druhy: želva Muhlenbergova (C. muhlenbergii), želva mramorovaná (C. marmorata), želva hrbolatá (C. insculpta). Po genetických testech se však zjistilo, že nejde o monofylum, proto byla želva mramorovaná přeřazena do rodu Actinemys a želva hrbolatá a Muhlenbergova do rodu Glyptemys.

## Ohrožení
Populace želvy tečkované ubývají kvůli ztrátě přirozeného životního prostředí a pytláctví. Je vedena jako ohrožený taxon.

## Zajímavosti
- Tento druh želvy byl testován v bludištích a bylo prokázáno, že mají mozkovou kapacitu na úrovni myši.[zdroj?]

- Želvy tohoto druhu jsou aktivní pouze v chladnějších jarních měsících.[zdroj?]